# أحمد عبد الله الشيباني
أحمد عبد الله الشيباني (توفي 23 يونيو 2025)، هو رجل أعمال يمني بارز، مؤسس مجموعة الشيباني الصناعية، في مدينة تعز، ويعد الشيباني من أبرز رجال الأعمال في تعز واليمن، حيث أسس إحدى أكبر المجموعات الصناعية الوطنية التي أسهمت في تشغيل آلاف العمال على مدار عقود.

## وفاته
توفي يوم الاثنين 23 يونيو 2025، في أحد مستشفيات العاصمة المصرية القاهرة.